# Pereira Challenger 2022
Il Pereira Challenger 2022 è stato un torneo maschile di tennis professionistico. È stata la 1ª edizione del torneo, facente parte della categoria Challenger 80 nell'ambito dell'ATP Challenger Tour 2022. Si è svolto dal 28 marzo al 3 aprile 2022 sui campi in terra rossa del Club Campestre di Pereira, in Colombia.

## Partecipanti

### Teste di serie
| Nazionalità | Giocatore               | Ranking* | Testa di serie |
| ----------- | ----------------------- | -------- | -------------- |
| Argentina   | Facundo Bagnis          | 104      | 1              |
| Argentina   | Tomás Martín Etcheverry | 108      | 2              |
| Perù        | Juan Pablo Varillas     | 119      | 3              |
| Stati Uniti | Stefan Kozlov           | 120      | 4              |
| Argentina   | Facundo Mena            | 181      | 5              |
| Paesi Bassi | Jesper de Jong          | 189      | 6              |
| Argentina   | Thiago Agustín Tirante  | 197      | 7              |
| Argentina   | Nicolás Kicker          | 203      | 8              |

* Ranking al 21 marzo 2022.

### Altri partecipanti
I seguenti giocatori hanno ricevuto una wild card per il tabellone principale:
- Nicolás Barrientos
- Mateo Gómez
- Alejandro González

Il seguente giocatore è entrato in tabellone come special exempt:
- Paul Jubb

I seguenti giocatori sono entrati in tabellone come alternate:
- Daniel Dutra da Silva
- Peđa Krstin

I seguenti giocatori sono passati dalle qualificazioni:
- Yshai Oliel
- Facundo Juárez
- Elmar Ejupović
- Oleg Prihodko
- Juan Sebastian Gomez
- Roberto Quiroz

Il seguente giocatore è entrato in tabellone come lucky loser:
- Juan Bautista Torres

## Campioni

### Singolare
Facundo Bagnis ha sconfitto in finale  Facundo Mena con il punteggio di 6–3, 6–0.

### Doppio
Luis David Martínez /  Cristian Rodríguez hanno sconfitto in finale  Grigoriy Lomakin /  Oleg Prihodko con il punteggio di 7–6(2), 7–6(3).